# Nubchesbed
Nubchesbed byla egyptská královna z 20. dynastie během pozdního období Nové říše. Byla manželkou faraona Ramesse VI. a matkou faraona Ramesse VII., princezny Iset (Boží manželka Amona) a princů Amenherchepšefa a Panebenkemyta.
Je zmíněna v hrobce KV13, kde je pohřben její syn Amenherchepšef, a na stéle své dcery Iset v Koptosu.